# الاتحاد الجنوب إفريقي للألعاب الرياضية واللجنة الأولمبية
الاتحاد الجنوب أفريقي للألعاب الرياضية واللجنة الأولمبية (SASCOC) (بالأفريقانية: Suid-Afrikaanse Sportkonfederasie en Olimpiese Komitee)‏ هي اللجنة الأولمبية الوطنية (NOC) واللجنة البارلمبية الوطنية (NPC) في جنوب أفريقيا، والهيئة المسؤولة عن جنوب أفريقيا في ألعاب الكومنولث. كما أنه مسؤول عن الرياضة عالية الأداء في البلاد وينسق العلاقة مع مختلف الاتحادات الرياضية الدولية.

## وصلات خارجية
- الموقع الرسمي